# Prefettura di Yamanashi
Yamanashi (山梨県?, Yamanashi-ken) è una prefettura giapponese con circa 880 000 abitanti, si trova nella regione di Chūbu, sull'isola di Honshū. Il suo capoluogo è Kōfu.
Confina con le prefetture di Kanagawa, Nagano, Saitama, Shizuoka e Tokyo.